# William Morgan (Guerillakämpfer)

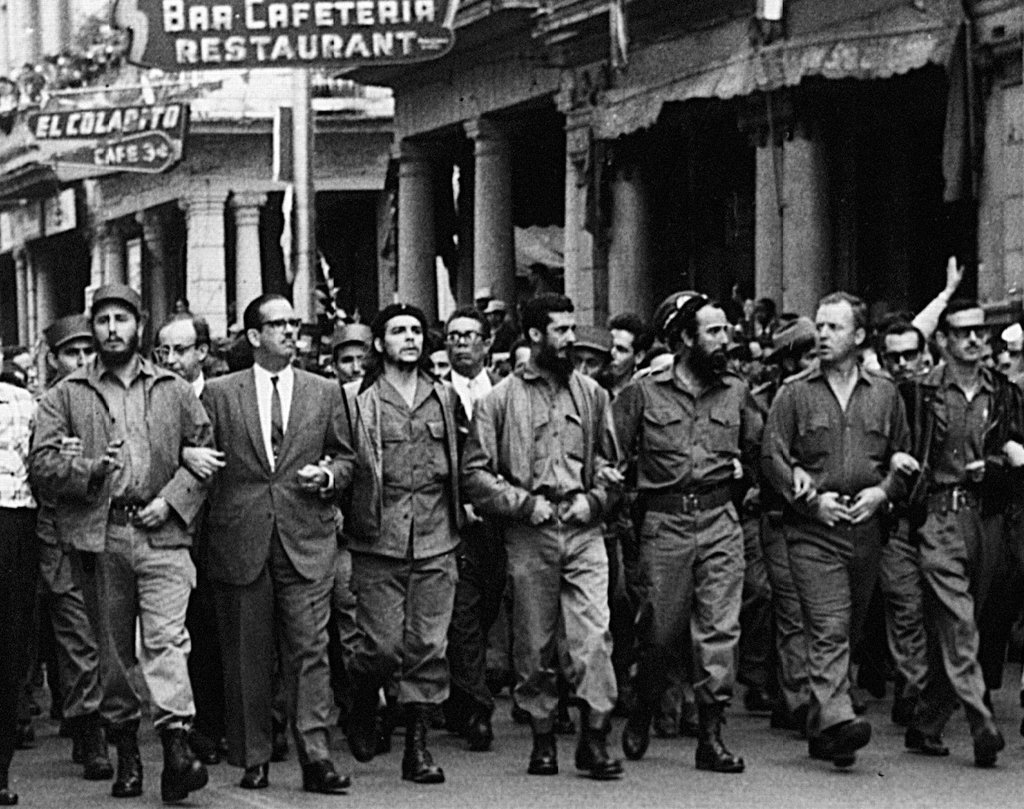
William Morgan (zweiter von rechts) mit der kubanischen Revolutionsführung, Trauermarsch für die Opfer der Explosion der La Coubre, 5. März 1960

William Alexander Morgan (* 19. April 1928 in Cleveland, Ohio; † 11. März 1961 in Havanna) war ein US-amerikanischer Guerillakämpfer auf Seiten der Kubanischen Revolution gegen Fulgencio Batista, der sich nach der Machtübernahme Fidel Castros gegen dessen pro-kommunistischen Kurs wandte und als Verräter hingerichtet wurde.

## Leben
Morgan wuchs mit einer Schwester in einem Elternhaus der Mittelklasse auf. Seine Eltern waren Loretta Morgan geb. Ruderth und William Alexander Morgan (* 1885), kaufmännischer Leiter des Energieversorgungsunternehmens Toledo Edison. Morgan galt als intelligentes Kind, brach als draufgängerischer und verhaltensauffälliger Teenager aber die High School ab, verwickelte sich in diverse Straftaten und Akte der Rebellion gegen sein Umfeld, und riss wiederholt von zuhause aus.
Morgan schloss sich 1946 im Alter von 18 Jahren den US-Streitkräften an und wurde als Teil der Besatzungstruppen in Japan eingesetzt. Auf dem Weg von Ohio zur Einschiffung in Kalifornien heiratete er spontan in Reno Darlene Edgerton, die erste von insgesamt drei Ehefrauen. Morgan hatte Edgerton erst einen Tag zuvor im Zug kennengelernt. Die Ehe löste er anderthalb Jahre später von Japan aus auf. In der Zwischenzeit hatte er sich in die japanisch-deutsche Bardame Setsuko Takeda verliebt und mit ihr ein Kind gezeugt. Kurz vor Geburt des Sohnes im Herbst 1947 erhielt er kein dienstfrei, weshalb er sich unerlaubt von der Truppe entfernte, aber festgenommen wurde. Daraufhin überrumpelte er einen Militärpolizisten und floh mit dessen Dienstwaffe, wurde wenig später jedoch in Takedas Anwesenheit verhaftet. Anfang 1948 wurde er von einem Kriegsgericht zu fünf Jahren Haft verurteilt und unehrenhaft aus der Armee entlassen. Er wurde später in ein Gefängnis nach Michigan verlegt, wo er Mitte 1950 wegen guter Führung vorzeitig entlassen wurde. Als sich seine Hoffnung auf einen Neuanfang der Beziehung zu Takeda und dem gemeinsamen Sohn nicht realisieren ließen, ging er schließlich nach Florida.
In Florida heuerte er in einer Varietétruppe an und verliebte sich in deren Schlangenbeschwörerin, Morgan Ellen Theresa May Bethel, die er 1956 in Miami heiratete. In der Ehe wurden 1956 Anne Marie und 1957 William A. Morgan, jun. geboren. Angesichts seines problematischen Lebenslaufes hatte er Schwierigkeiten, eine reguläre Arbeit zu finden. Bald erledigte er Botendienste und andere Arbeiten für die Mafia, die seit 1955 trotz guter Geschäftsbeziehungen zu Batista auch Waffenverkäufe an Fidel Castros Bewegung des 26. Juli und andere Gegner des seit seinem Militärputsch 1952 regierenden Diktators organisierte. 1956 bezog Morgan über den Mobster Dominick Bartone, von der US-Armee ausgemusterte Maschinengewehre. Morgan lieferte an das Directorio Revolucionario (DR), eine studentische Widerstandsgruppe, die sich später mit Castros Bewegung des 26. Juli zusammenschloss. Eine von José Antonio Echevarría angeführte Gruppe des DR griff mit diesen Waffen am 13. März 1957 den Präsidentenpalast in Havanna an, um Batista zu stürzen, der Angriff wurde jedoch mit zahlreichen Todesopfern niedergeschlagen.

### Eintritt in die Rebellenarmee gegen Fulgencio Batista
Ende 1957 ließ Morgan seine Frau und die Kinder in Toledo zurück und schloss sich der Guerillatruppe Segundo Frente Nacional del Escambray (Zweite Nationale Front des Escambray-Gebirges, SFNE) an, die von Comandante Eloy Gutiérrez Menoyo geleitet wurde. Nachdem er sich in zahlreichen Gefechten als vorbildlicher und erfolgreicher Guerillakämpfer ausgezeichnet hatte, wurde Morgan im Juli 1958 zum Comandante ernannt, dem höchsten Rang der Rebellenarmee, der als einzigem Nicht-Kubaner außer ihm nur Ernesto Guevara verliehen wurde. Morgan wurde zu Menoyos Stellvertreter als Oberkommandierender der SFNE. Die SFNE hatte zum Ende des Krieges rund 3000 Kämpfer und vertrat (wie Fidel Castro in seinen offiziellen Verlautbarungen) als politische Hauptziele die Wiedereinsetzung der von Batista suspendierten kubanischen Verfassung von 1940 und der Demokratie in Kuba. Den für ihre marxistisch-leninistische Ideologie bekannten Comandantes der Bewegung des 26. Juli Raúl Castro und Ernesto Guevara begegneten Morgan und andere Kämpfer der SFNE mit großem Misstrauen. Mit Guevara kam es bei dessen Vormarsch in das Escambray-Gebirge im Oktober 1958 zu einer Konfrontation mit Morgans Vertrautem, Jesús Carreras, der Guevara und seine Truppe zunächst nicht das von der SFNE kontrollierte Gebiet passieren ließ.
Im November 1958 heiratete Morgan seine Mitkämpferin Olga María Rodríguez Fariñas (1936–2024). Seine Ehe in Florida war am 13. August 1958 geschieden worden. Unmittelbar nach der Flucht Batistas am 1. Januar 1959 übernahm Morgan die Stadt Cienfuegos. Am 6. Januar traf dort der in einem Triumphzug von Santiago de Cuba aus durch ganz Kuba in die Hauptstadt Havanna ziehende Rebellenführer Fidel Castro ein, und es kam zu der ersten Begegnung der beiden auf kubanischem Boden.
Für März 1959 plante Morgan eine Werbetour für die kubanische Revolution durch US-Städte, die aber von der kubanischen Regierung abgesagt wurde.
Mitte Mai 1959 kaufte Morgan in Miami Ersatzteile für die kubanische Luftwaffe.

### Doppelagent bei der Trujillo-Verschwörung 1959
Im August 1959 spielte Morgan gemeinsam mit Menoyo eine führende Rolle sowohl in der Organisation als auch in der Niederschlagung eines vom Präsidenten der Dominikanischen Republik, Rafael Trujillo, unterstützten Versuchs eines bewaffneten Sturzes der Regierung unter Fidel Castro. Trujillo war nicht nur Verbündeter des aus Kuba geflohenen Ex-Präsidenten Batista, sondern auch das erste Ziel des von der Castro-Regierung bereits im Juni 1959 versuchten Revolutionsexports in Form einer von Castro in die Dominikanische Republik entsandten Invasionstruppe, die dort jedoch schnell besiegt wurde. Trujillo hatte parallel dazu gemeinsam mit hohen Offizieren Batistas eine internationale Legion zur Landung in Kuba vorbereitet und zahlreiche, Castros kommunistischen Kurs ablehnende Kubaner auf der Insel sowie im Exil in seinen Plan eingebunden. Morgan und Menoyo sollten die überwiegend antikommunistisch eingestellten ehemaligen Kämpfer der Segundo Frente Nacional del Escambray zum Kampf gegen Castro remobilisieren. Auch die US-Botschaft in Havanna hatte im Vorfeld von entsprechenden Vorbereitungen erfahren, die Pläne aber nicht für erfolgversprechend gehalten. Morgan und Menoyo hatten bereits im Frühjahr in der Botschaft vorgesprochen, dabei ihre Besorgnis über den prokommunistischen und antidemokratischen Kurs Castros mitgeteilt und um Unterstützung für eine Aufklärungskampagne gegen den Kommunismus gebeten.
Die Verschwörung scheiterte, nachdem Menoyo und Morgan sich zwar in Trujillos Vorbereitungen einbinden ließen, Castro aber zu einem fortgeschrittenen Zeitpunkt über ihre Aktivitäten informierten und die Umstürzler auf diese Weise in eine Falle lockten. In der US-Botschaft in Havanna ging man damals davon aus, dass Morgan und Menoyo erfahren hatten, dass ihnen der kubanische Geheimdienst bereits auf der Spur war, was von der offiziellen kubanischen Geschichtsschreibung später bestätigt wurde. Morgan war von Trujillo mit dem militärischen Oberkommando des geplanten Umsturzes betraut worden.
So übernahm Morgan mit Wissen Castros eine Schiffsladung mit Waffen, die in Florida mit von Trujillo zur Verfügung gestelltem Geld gekauft worden waren, sorgte jedoch bei der Überführung nach Kuba dafür, dass die Waffen ihre vorgesehenen Empfänger nicht erreichten. Am 8. August wurden mehrere in Morgans Haus in Havanna versammelte oppositionelle Politiker festgenommen, die sich für den Fall eines erfolgreichen Umsturzes als Übergangsregierung bereit erklärt hatten. Der Umsturzversuch scheiterte nach vereinzelten kleineren Gefechten ab dem 8. August endgültig am 13. August 1959, nachdem Morgan seinen vorgeblichen Verbündeten in der Dominikanischen Republik über Funk mitgeteilt hatte, dass sich die Stadt Trinidad bereits in der Hand der Aufständischen befinde und einige Führer der Operation dort mit einer weiteren geplanten Waffenlieferung sicher landen könnten. Bei ihrer Ankunft wurden sie von Morgan, Menoyo sowie Castro-treuen Truppen erwartet und nach kurzem Gefecht verhaftet. Im Rahmen des Umsturzversuches kam es im gesamten Land zu Massenverhaftungen. Am Abend des 14. August 1959 lobte Fidel Castro im kubanischen Fernsehen die Rolle William Morgans bei der Niederschlagung der Konterrevolution, erläuterte zahlreiche Einzelheiten der Aktion und griff Trujillo scharf an. Morgan und Menoyo sei für ihre Mitwirkung eine Belohnung von 100.000 US-Dollar zugesprochen worden, die sie jedoch der Agrarreform gestiftet hätten.
Auf Betreiben von Trujillo wurde Morgan die US-Staatsbürgerschaft entzogen.

### Vom Revolutionshelden zum exekutierten Widerstandskämpfer
Ende August 1959 wurden Morgan und seine kubanische Frau Olga Eltern einer Tochter.
Am 1. September 1959 wurde das Haus, in welchem Morgan wohnte, beschossen. Anfang September wandte sich Morgan gegen seine Ausbürgerung aus den USA. Morgan leitete eine Ochsenfroschfarm an der Laguna de Ariguanabo in San Antonio de los Baños. Die Froschschenkel wurden für den US-Markt produziert.
Am 21. Oktober 1960 gab die kubanische Armee Morgans Verhaftung bekannt. Morgan wurde in Havanna der Verschwörung angeklagt, gemeinsam mit elf weiteren Beschuldigten. Die Zeugen gaben vier Treffen mit US-Botschaftsangehörigen an. Über einen Dolmetscher stritt Morgan sämtliche Anschuldigungen ab. Er wurde nach einem sechsstündigen Verfahren zum Tod verurteilt. Am Morgen des 11. März 1961 wurde Morgan mit Jesús Carreras Zayas (1934–1961) von einem Exekutionskommando erschossen. Am 12. März 1961 wurden Carreras und Morgan in der Marmorgruft von Theresa Del Pino, Carreras Ehefrau, auf dem Cementerio Cristóbal Colón beigesetzt. Im April 1971 wurden Morgans Reste umgebettet.
Morgans kubanische Witwe, Olga Rodríguez, verbrachte als 1961 ebenfalls wegen Verrats zu 30 Jahren Gefängnis Verurteilte zehn Jahre in Haft und durfte Kuba erst 1980 verlassen. Sie lebte seitdem in den USA und kämpfte seit dem Tod von Morgans Mutter 1988 um die Überführung seiner sterblichen Überreste in die USA. Nach der von den Präsidenten Raúl Castro und Barack Obama im Dezember 2014 angekündigten Übereinkunft zur schrittweisen Normalisierung der Beziehungen zwischen Kuba und den Vereinigten Staaten sahen Kommentatoren verbesserte Aussichten für die bislang erfolglos gebliebenen Bemühungen um eine entsprechende Zustimmung der kubanischen Regierung.

## Geplante Filmbiografie
Im Juni 2012 erklärte die US-amerikanische Filmproduktionsfirma Focus Features, dass der Schauspieler und Regisseur George Clooney plane, eine Filmbiografie William Morgans zu produzieren. Nachdem dieses Projekt nicht umgesetzt wurde, berichtete Variety im März 2020 von einem neuen Plan: Unter Leitung von Drehbuchautor und Regisseur Jeff Nichols und mit Adam Driver als Hauptdarsteller solle 2021 mit Dreharbeiten begonnen werden.

## Dokumentarfilm
- Adriana Bosch (Drehbuch, Regie, Produktion): American Comandante (60 Minuten, 2015), für die TV-Sendereihe American Experience auf PBS (USA), Erstausstrahlung: 17. November 2015.[29][30]